# Grumăzești
Grumăzești là một xã thuộc hạt Neamț, România. Dân số thời điểm năm 2002 là 5450 người.